# Russ Ballard

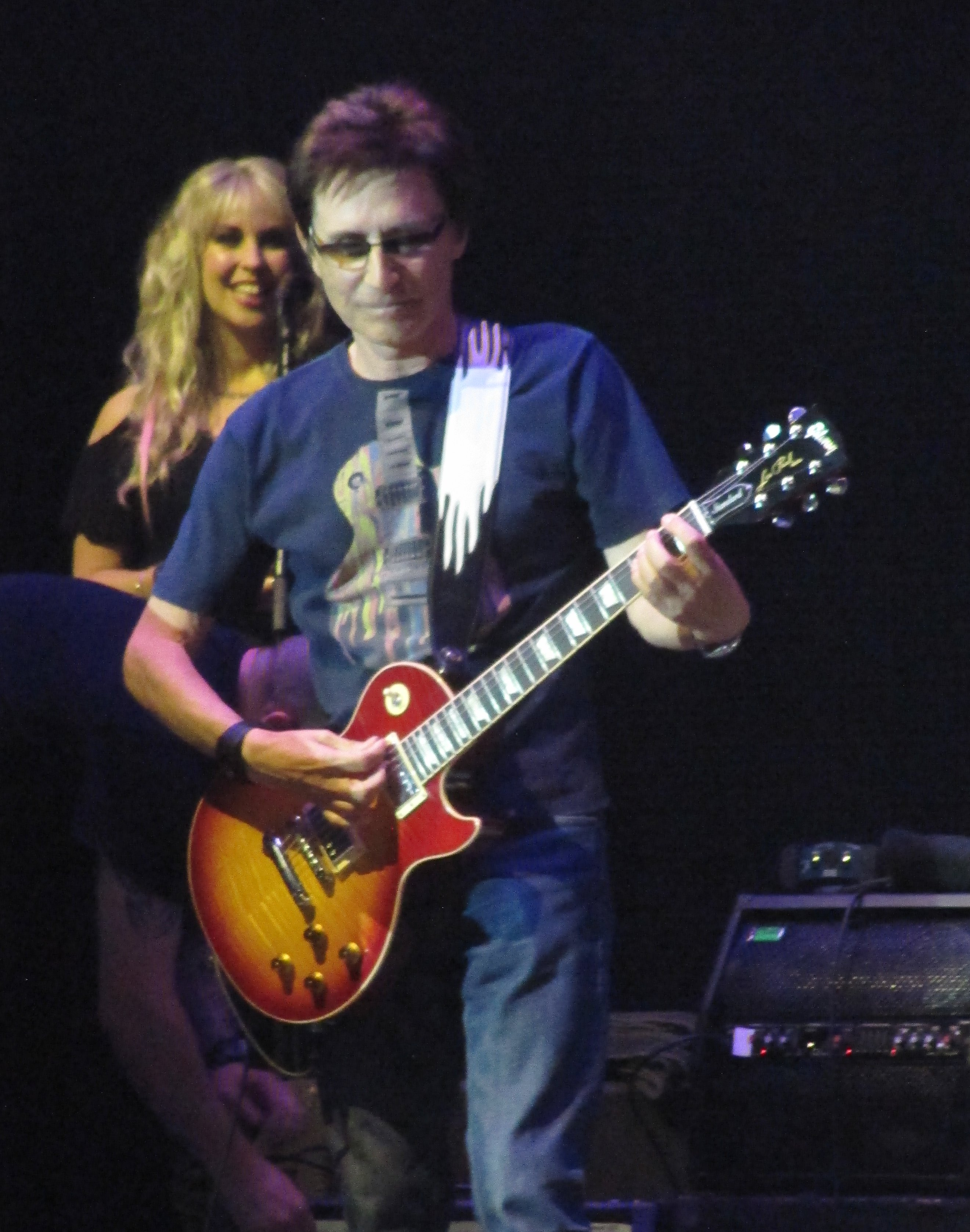
Russ Ballard bei einem Auftritt mit Rainbow (2017)

Russell Glyn „Russ“ Ballard (* 31. Oktober 1945 in Waltham Cross, Hertfordshire, England) ist ein britischer Rockmusiker, Komponist, Musikproduzent, Sänger und Gitarrist.

## Karriere
Russ Ballard begann seine Karriere 1963 bei den Roulettes und setzte sie bei Unit 4 + 2 fort. Ab 1970 schloss er sich der Band Argent an. Mit seinen Kompositionen hatte die Band sehr große Erfolge. Ballard verließ Argent 1974, um eine Solokarriere zu starten. Fortan brachte er Alben unter eigenem Namen heraus, arbeitete als Studiomusiker und schrieb Lieder für viele andere Künstler, die damit teilweise kommerziell erfolgreich waren. Aus seiner Feder stammen unter anderem der Nummer-eins-Hit (Vereinigtes Königreich) So You Win Again von Hot Chocolate (1977) und der Glamrock-Klassiker New York Groove von Hello (1975). Auf sein Konto gehen auch die Hits Since You Been Gone von Rainbow (1979) sowie I Know There’s Something Going On von ABBAs Frida auf ihrem ersten Soloalbum (1982). Russ Ballard arbeitet auch als Musikproduzent. Zu seinen unter eigenem Namen erschienenen bekannteren Songs gehören von seinem 1984er Album Voices, Two Silhouettes und I Can’t Hear You No More, sowie aus seinem 1985er Album The Fire Still Burns der gleichnamige Titel und Hey Bernadette. Am 20. Oktober 2006 erschien sein Album Book of Love. Nach neun Jahren Pause veröffentlichte er 2015 sein neues Werk It’s Good to Be Here, das zunächst nur per Subskription bei UMU Music erhältlich war, jedoch seit 2020 auch regulär verkauft wird.
In den Vereinigten Staaten erreichte er mit der Single On the Rebound 1980 seine einzige Hitparadenposition unter eigenem Namen (Platz 58).

## Komponist
- Breaking Down Paradise (Roger Daltrey)
- Can’t Shake Loose (Agnetha Fältskog)
- Free Me (Roger Daltrey, aus McVicar)
- Get Your Love (Roger Daltrey)
- God Gave Rock ’n’ Roll to You (Argent/Kiss/Petra)
- Hearts of Fire (Roger Daltrey)
- I Don’t Believe in Miracles (Colin Blunstone)
- I Know There’s Something Going On (Frida)
- I Surrender (Rainbow/Head East)
- I’m the One Who Loves You (A II Z)
- Into the Night (Frehley’s Comet; bekannt aus Miami Vice)
- Jody (America)
- Just a Dream Away (Roger Daltrey, aus McVicar)
- Juvenile Offender (Little Angels)
- Let It Rock (Hello)
- Liar (Three Dog Night/Graham Bonnet)
- Love Is a Gun (Little Angels)
- My Time Is Gonna Come (Roger Daltrey, aus McVicar)
- Near to Surrender (Roger Daltrey)
- New York Groove (Hello, Ace Frehley)
- No Dream Impossible (Lindsay Dracass; Beitrag Großbritanniens zum Eurovision Song Contest 2001)
- No More the Fool (Elkie Brooks)
- Nowhere to Run (Carlos Santana)
- No Way Out (Magnum)
- One Fatal Kiss (Thunder)
- On the Rebound (selbst/Uriah Heep)
- Proud (Roger Daltrey)
- Rockin’ Chair (Magnum)
- Since You Been Gone (selbst/Rainbow/Head East/Brian May, Clout)
- So You Win Again (Hot Chocolate)
- S.O.S. (Graham Bonnet)
- Star Studded Sham (Hello)
- The Border (America)
- Voices (selbst; bekannt aus Miami Vice)
- Winning (selbst/Santana)
- Would (Casanova)
- You Can Do Magic (America)

## Produzent
- Another Year (Leo Sayer)
- Ride a Rock Horse (Roger Daltrey)
- Your Move (America)
- Robert Hart (Robert Hart)

## Diskografie

### Frühe Werke
- 1966: Stakes and Chips (mit Roulettes)
- 1968: Concrete and Clay (mit Unit 4+2)
- 1970 – 1973 mit Argent: Siehe Hauptartikel Argent (Band)

### Solo-Studioalben
- 1974: Russ Ballard
- 1976: Winning
- 1978: At the Third Stroke
- 1980: Barnet Dogs
- 1981: Into the Fire
- 1984: Russ Ballard
- 1985: The Fire Still Burns
- 1994: The Seer
- 2006: Book of Love
- 2015: It’s Good to Be Here (UMU Music Group)
- 2025: Songs From The Warehouse/The Hits Rewired

#### Charterfolge
| Jahr | Titel                | Höchstplatzierung, Gesamtwochen, AuszeichnungChartplatzierungen (Jahr, Titel, Platzierungen, Wochen, Auszeichnungen, Anmerkungen) | Höchstplatzierung, Gesamtwochen, AuszeichnungChartplatzierungen (Jahr, Titel, Platzierungen, Wochen, Auszeichnungen, Anmerkungen) | Höchstplatzierung, Gesamtwochen, AuszeichnungChartplatzierungen (Jahr, Titel, Platzierungen, Wochen, Auszeichnungen, Anmerkungen) | Höchstplatzierung, Gesamtwochen, AuszeichnungChartplatzierungen (Jahr, Titel, Platzierungen, Wochen, Auszeichnungen, Anmerkungen) | Höchstplatzierung, Gesamtwochen, AuszeichnungChartplatzierungen (Jahr, Titel, Platzierungen, Wochen, Auszeichnungen, Anmerkungen) | Anmerkungen                |
| Jahr | Titel                | DE | AT | CH | UK | US | Anmerkungen                |
| ---- | -------------------- | --- | --- | --- | --- | --- | -------------------------- |
| 1980 | Barnet Dogs          | — | — | — | — | US187 (2 Wo.)US | Erstveröffentlichung: 1980 |
| 1984 | Russ Ballard         | DE55 (3 Wo.)DE | — | — | — | US147 (13 Wo.)US | Erstveröffentlichung: 1984 |
| 1985 | The Fire Still Burns | DE29 (15 Wo.)DE | — | — | — | US166 (4 Wo.)US | Erstveröffentlichung: 1985 |

grau schraffiert: keine Chartdaten aus diesem Jahr verfügbar

### Weitere Alben
- 2020: Book Of Love Tour – Live 2007

### Singles (Charterfolge)
| Jahr | Titel Album                | Höchstplatzierung, Gesamtwochen, AuszeichnungChartplatzierungen (Jahr, Titel, Album, Platzierungen, Wochen, Auszeichnungen, Anmerkungen) | Höchstplatzierung, Gesamtwochen, AuszeichnungChartplatzierungen (Jahr, Titel, Album, Platzierungen, Wochen, Auszeichnungen, Anmerkungen) | Höchstplatzierung, Gesamtwochen, AuszeichnungChartplatzierungen (Jahr, Titel, Album, Platzierungen, Wochen, Auszeichnungen, Anmerkungen) | Höchstplatzierung, Gesamtwochen, AuszeichnungChartplatzierungen (Jahr, Titel, Album, Platzierungen, Wochen, Auszeichnungen, Anmerkungen) | Höchstplatzierung, Gesamtwochen, AuszeichnungChartplatzierungen (Jahr, Titel, Album, Platzierungen, Wochen, Auszeichnungen, Anmerkungen) | Anmerkungen                        |
| Jahr | Titel Album                | DE | AT | CH | UK | US | Anmerkungen                        |
| ---- | -------------------------- | --- | --- | --- | --- | --- | ---------------------------------- |
| 1980 | On the Rebound Barnet Dogs | — | — | — | — | US58 (8 Wo.)US | Erstveröffentlichung: Juni 1980    |
| 1986 | Voices Russ Ballard        | — | — | — | UK95 (1 Wo.)UK | — | Erstveröffentlichung: Februar 1986 |